# Pardosa femoralis
Pardosa femoralis är en spindelart som beskrevs av Simon 1876. Pardosa femoralis ingår i släktet Pardosa och familjen vargspindlar. Inga underarter finns listade i Catalogue of Life.